# نبرد آلامو
نبرد آلامو (به انگلیسی: Battle of The Alamo) نبردی بود بین قوای تگزاسی و ژنرال سانتا آنای مکزیکی که در ۱۸۳۶ رخ داد و منجر به شکست قوای تگزاس گردید.
این نبرد که در ایستگاه مبلغان آلامو در شهر سن آنتونیو در تگزاس رخ داد، به محاصره قوای تگزاسی انجامید، و نهایتاً تمامی ۲۵۰ تگزاسی، از جمله دیوی کراکت مشهور، در این نبرد جان خود را از دست دادند.
امروزه سالی دو و نیم میلیون نفر از قلعه آلامو، محل نبرد آلامو، بازدید بعمل می‌آورند، و شعار زیر را به یاد می‌آورند که پس از واقعه آلامو در جنگ استقلال تگزاس  ونبرد سن جاسینتو شهرت یافت:
آلامو را از یاد نبرید!

## پیامدها
ایجاد انگیزه و پیروزی در جنگ استقلال تگزاس از مکزیک